# Алфёрово (Республика Алтай)
Алфёрово — село в Кызыл-Озёкском сельском поселении Майминского муниципального района Республики Алтай России.

## География
Алфёрово расположено  в северо-западной части Республики Алтай и находится на правом берегу реки Улалушки, в верхнем её течении и мелких реках Каянча, Татарья,  северо-восточнее города Горно-Алтайска и фактически примыкает к нему. Администрацией города неоднократно ставился вопрос об административном объединении села и города. Однако на сельских сходах жители Алфёрова в своём большинстве высказывались против такого решения.

## Население
| 2008  | 2009  | 2010  | 2011  | 2012  | 2013  | 2014  |
| ----- | ----- | ----- | ----- | ----- | ----- | ----- |
| 1035  | ↗1137 | ↘1074 | ↗1076 | ↗1124 | ↗1230 | ↗1307 |
| 2015  | 2016  |       |       |       |       |       |
| ↗1397 | ↗1467 |       |       |       |       |       |

## Транспорт
Со столичным городом Горно-Алтайск село связано регулярным автобусным (три маршрута) и автомобильным сообщением. 